# Hemilocrinitus barbatus
Hemilocrinitus barbatus är en skalbaggsart som beskrevs av Maria Helena M. Galileo och Martins 2005. Hemilocrinitus barbatus ingår i släktet Hemilocrinitus och familjen långhorningar.
Artens utbredningsområde är Costa Rica. Inga underarter finns listade i Catalogue of Life.